# Калькуляция экологических затрат
Калькуляция экологических затрат (англ. environmental costing) — метод учёта затрат и метод калькулирования, который рассчитывает затраты, связанные с воздействием организации на окружающую среду.

## Определение
Согласно определению профессора Энтони Аткинсона калькуляция экологических затрат — это система калькулирования, которая рассчитывает затраты, связанные с воздействием организации на окружающую среду. 
Калькуляция экологических затрат — это также метод учёта затрат, который учитывает затраты, связанные утилизацией отходов во время производства и обращения продукта после его продажи, и выводом продукта с рынка и его последующей утилизацией.

## Метод учёта затрат
Данный метод идентифицирует виды деятельности предприятия, которые влекут экологические затраты, и определяет их суммы, которые должны понести предприятие по каждому виду деятельности. Затем полученные суммы экологических затрат распределяются по наиболее подходящим выпускаемым продуктам и услугам относительно видов деятельности предприятия.
Экологические затраты бывают:
- явные (прямые затраты на модификацию технологии и процессов, затраты на очистку и утилизацию, на приобретение разрешений на эксплуатацию производственных мощностей, штрафы, судебные издержки);
- неявные (инфраструктурные затраты, необходимые для мониторинга экологических показателей на предприятии; административные расходы; оплата юридических услуг; затраты, связанные с обучением и информированием сотрудников; репутационный урон вследствие техногенных аварий).

Предприятия учитывают свои экологические затраты на всех стадиях жизненного цикла товара и цепочки создания ценности продукта, а также учитывают и контролируют выбор тех поставщиков и подрядчиков, которые занимаются снижением вреда окружающей среде.